# Sail Tower
Sail Tower est un gratte-ciel de bureaux construit à Haifa en Israël de 1999 à 2002. Sa hauteur sans l'antenne est de 113 mètres.
C'est le deuxième plus haut gratte-ciel d'Haifa après l'IEC Tower.
Le nom de l'immeuble ('sail' veut dire voile en français) est due à la ressemblance de l'immeuble avec une voile de navire, mais les riverains appellent le bâtiment 'la fusée'.
On entre dans la tour par une plaza située à une hauteur de 9,5 mètres connectée à la rue HaAtzmaut par un hall d'entrée avec 2 ascenseurs.
Chaque étage comprend une surface de 850 à 1 300 m2.
L'immeuble abrite des bureaux du gouvernement, et notamment dans le hall et dans les deux premiers étages des bureaux du ministère israélien de l'intérieur.
C'est l'un des nombreux complexes qui seront construits dans les années à venir dans le cadre du 'District Government Centers Project' créer pour situer la majorité des employés du gouvernement dans un seul ensemble pour chaque district. La Tour HaYovel à Tel Aviv fait partie de ce projet.
Il comporte des ascenseurs 'intelligent' contrôlés par ordinateur avec 4 ascenseurs pour les étages de 1 à 14 et 4 ascenseurs pour les étages de 14 à 26.
Les deux antennes au sommet de l'immeuble abritent des équipements de transmission.
Il est prévu de relier la tour par un pont à une future gare centrale.
L'architecte est l'agence israélienne Dina Ammar - Avraham Curiel Architects